# Beamtentor

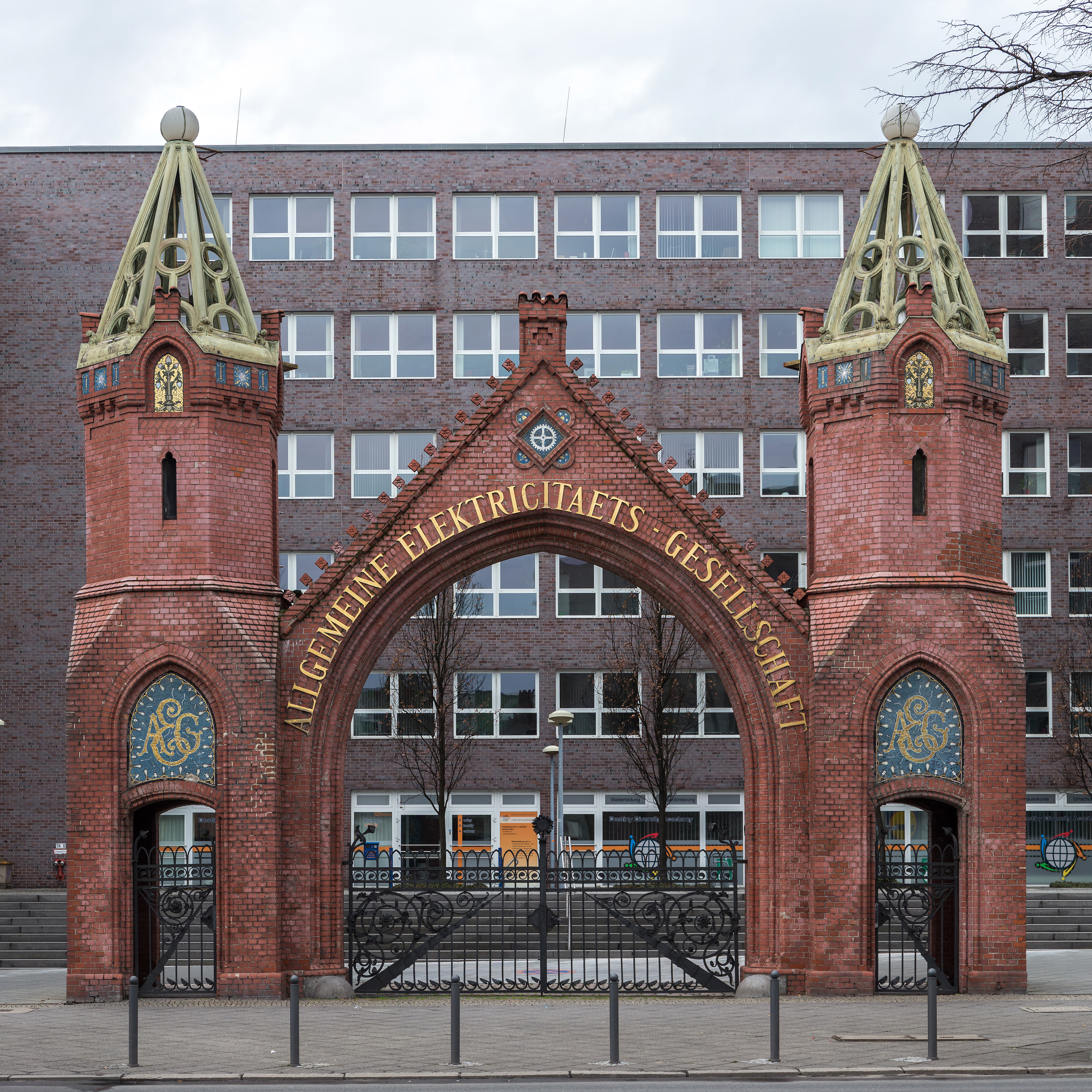
Das Beamtentor auf dem ehemaligen AEG-Werksgelände in Berlin-Gesundbrunnen

Das Beamtentor an der Brunnenstraße 107a im Berliner Ortsteil Gesundbrunnen diente für die „Beamten“ (Angestellten/Gehaltsempfänger) und Besucher als Zugang zum damals größten Berliner Werk der AEG. Das Ende des 19. Jahrhunderts von Baumeister Paul Tropp entworfene Tor wurde 1896/1897 von Franz Schwechten in der jetzigen repräsentativen Form überarbeitet und steht heute unter Denkmalschutz.

## Bau

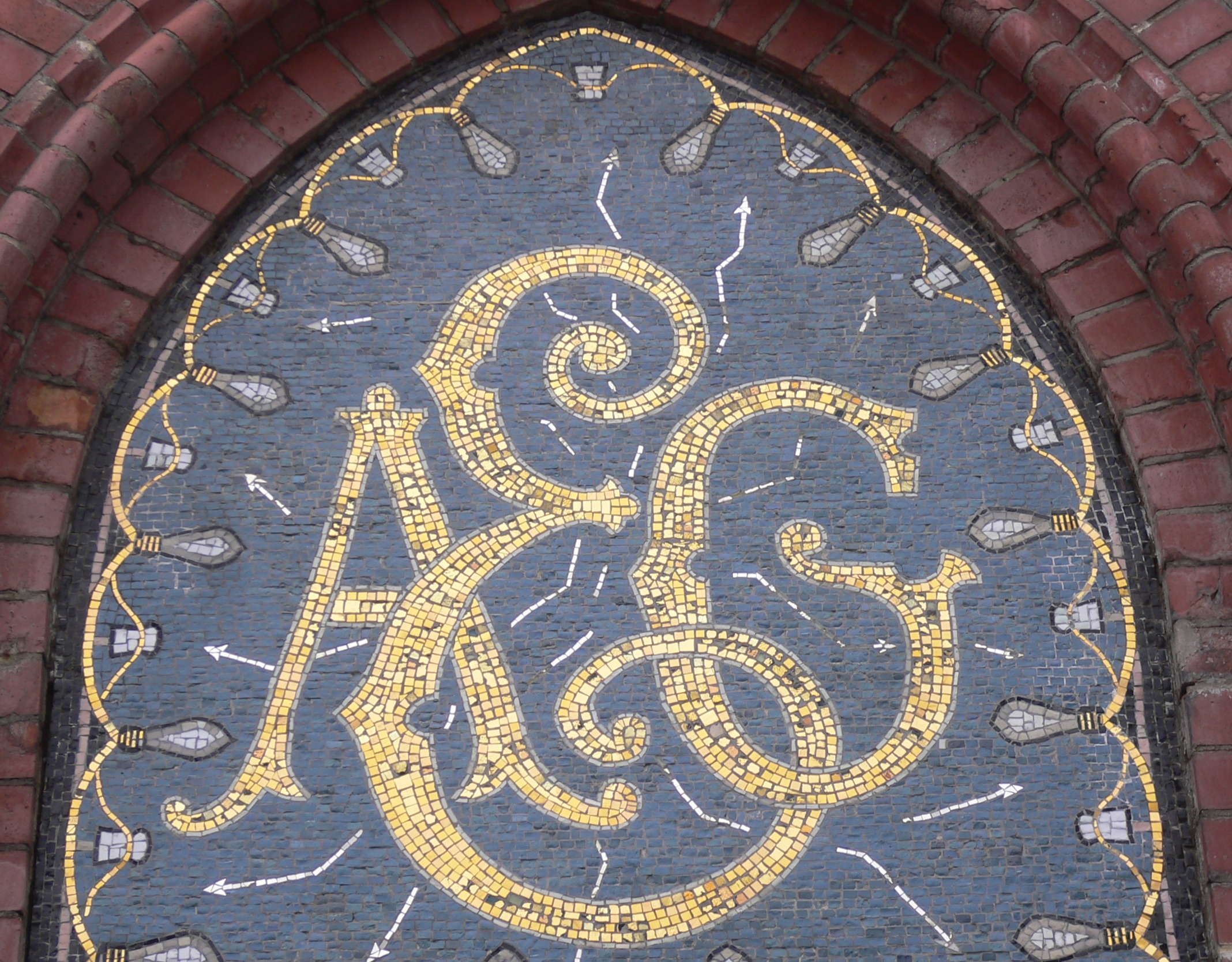
„AEG“ in Eckmannschrift

Zwischen den beiden seitlichen Türmen, die an Fialen gotischer Backsteinkirchen erinnern, spannt sich der flache Spitzbogen des Hauptportals. Seinen Wimperg-artigen Giebel besetzen Krabben und eine Zinne bekrönt seine Spitze. Entlang dem Bogen des Hauptportals läuft der Schriftzug „Allgemeine Elektricitaets-Gesellschaft“, an seiner Spitze findet sich ein Vierpass mit eingeschriebenem Quadrat, das anstelle eines religiösen Symbols ein Zahnrad als Symbol der Industrie zeigt.
Über den Fußgängerdurchlässen in den beiden Türmen finden sich von der Firma Puhl & Wagner ausgeführte Mosaiken mit dem Akronym „AEG“ in der ersten als modern geltenden Schriftart des 20. Jahrhunderts, der Eckmannschrift. An den Turmabschlüssen zeigen weitere Mosaiken Blitze und Sterne als Symbole der Elektrizität sowie Lebensbäume, deren Früchte Glühlampen darstellen – wohl als Versinnbildlichung der lebenspendenden Kraft der Berliner Elektroindustrie.
Das Beamtentor wurde in Gesundbrunnen oft als Mittelpunkt diverser Veranstaltungen genutzt. So wurde es am 27. Februar 1906 anlässlich der Silberhochzeit des Kaisers Wilhelm II. mit Fahne, Kaiserkrone, Girlanden und Initialen des Kaisers ausgeschmückt.
Das denkmalgeschützte Tor vor dem historisch bedeutenden Standort des späteren Berliner Weltkonzerns erinnert heute an die Anfangszeiten der AEG, die als Unternehmen seit 1996 nicht mehr existiert.